# Edward Seymour, 1. Duke of Somerset

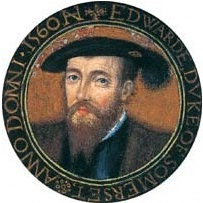
Edward Seymour, 1. Duke of Somerset von einem unbekannten Künstler

Edward Seymour, 1. Duke of Somerset KG (* um 1500; † 22. Januar 1552 in London) war ein englischer Staatsmann und Bruder der Königin Jane Seymour, der dritten Ehefrau König Heinrichs VIII. Nach der Heirat seiner Schwester mit dem König machte er Karriere bei Hofe, erhielt in rascher Folge die Titel des Viscount Beauchamp und des Earl of Hertford und die Ämter des Kanzlers von Nordwales und des Gouverneurs und Hauptmanns von Jersey. In den letzten Jahren Heinrichs VIII. nahm Seymour an militärischen Kampagnen gegen Frankreich und Schottland teil und wurde 1547 nach dessen Tod Lordprotektor des Königreichs für den noch minderjährigen König Eduard VI. und zum Duke of Somerset und Baron Seymour erhoben. 
Als Regent Englands förderte Seymour offen den Protestantismus, was zu Aufständen in Cornwall, Devon und Somerset führte. Sein Feldzug gegen Schottland, ein Versuch die Eheschließung Eduards VI. mit der ebenfalls noch minderjährigen schottischen Königin Maria Stuart zu erzwingen, endete in einer finanziellen Katastrophe für England. Zunehmend unbeliebt unter den Adligen, wurde Seymour im Dezember 1549 gestürzt und für einige Monate im Tower of London inhaftiert. Obwohl er im Mai 1550 wieder freigelassen und erneut in den Kronrat aufgenommen wurde, misstraute ihm der Adel weiterhin. Am 16. Oktober 1551 wurde er auf Betreiben von John Dudley, 1. Duke of Northumberland, wegen Hochverrats verhaftet und am 22. Januar 1552 auf dem Tower Hill enthauptet.

## Leben

### Herkunft und Jugend
Edward war der älteste überlebende Sohn des Sir John Seymour (Familie Seymour) und der Margery Wentworth. Sein Vater diente sowohl Heinrich VII. als auch dessen Sohn Heinrich VIII. als Soldat und hatte zwischen den Jahren 1498 und 1527 sechsmal das Amt des Sheriffs von Wiltshire, Dorset und Somerset inne. Mit hoher Wahrscheinlichkeit wurde Edward um 1500 auf dem Familiensitz Wolf Hall in Wiltshire geboren. Insgesamt hatten seine Eltern zehn Kinder, von denen neben Edward noch fünf weitere überlebten: Henry, Thomas, Jane, Elizabeth und Dorothy. Verwandt war die Familie u. a. mit den reichen, einflussreichen Percys und den Cliffords.
Seymour wurde vermutlich durch seinen Vater bei Hofe eingeführt. Zum ersten Mal taucht er 1514 als Ehrenpage der Prinzessin Mary Tudor auf, der jüngeren Schwester Heinrichs VIII., als sie den französischen König Ludwig XII. heiratete. Am 15. Juli 1517 erhielten er und sein Vater gemeinsam das Amt des Wachtmeisters von Bristol Castle. Zu einem unbestimmten Zeitpunkt vor 1518 heiratete er Catherine, Tochter des Sir William Filliol (auch Fillol), mit der er zwei Söhne hatte.
Seit dem 17. Jahrhundert kursiert das Gerücht, Edwards Vater John Seymour hätte angeblich eine Affäre mit seiner Schwiegertochter gehabt, weswegen die Ehe annulliert und die beiden Söhne als Bastarde eingestuft worden wären. Für gewöhnlich waren Bastarde von jeglicher Erbfolge ausgeschlossen und hatten keinen Anspruch auf die erblichen Titel ihrer Vorfahren. Seymour selbst allerdings verfügte per Parlamentsakt, dass Catherine Filliols Nachkommen seine Titel und Ländereien erben durften, wenngleich erst nach den Erben seiner zweiten Ehe. Somit erhielten die Nachkommen seiner ersten Ehe 1750 den Titel des Duke of Somerset, den zuvor bis zum Erlöschen der männlichen Linie die Nachkommen aus Seymours zweiter Ehe innegehabt hatten. Die Gerüchte um John Seymour und Catherine Filliol sollten daher mit Vorsicht behandelt werden.

### Aufstieg bei Hofe
Beim Besuch des Kaisers Karl V. in England im Jahr 1522 gehörte Seymour möglicherweise zu den Engländern in seinem Gefolge, denn der spanische Botschafter Eustace Chapuys sagte über Seymour später, er hätte in Karls Dienst gestanden. Im August 1523 nahm er an Heinrichs Kriegszug gegen Frankreich teil, wo er am 1. November von Charles Brandon, 1. Duke of Suffolk den Ritterschlag erhielt. Im Jahr 1525 wurde er sowohl Friedensrichter in Wiltshire als auch Rittmeister des Henry Fitzroy, 1. Duke of Richmond and Somerset, des unehelichen Sohn des Königs. 1527 begleitete er den Kardinal Thomas Wolsey auf dessen Reise nach Frankreich und profitierte 1528 von der Schließung einiger Klöster, die Wolsey auflösen ließ, um seine Universitäten zu fördern. Am 15. September 1531 wurde Seymour zum Esquire of the Body ernannt und somit zu einem persönlichen Diener des Königs, was ihm ein Jahresgehalt von 50 englischen Mark verschaffte. Gemeinsam mit seinem Vater begleitete er 1532 Heinrich und dessen Geliebte Anne Boleyn nach Frankreich, um den französischen König Franz I. zu treffen.

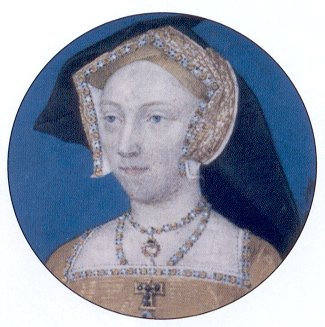
Edward Seymours Schwester Jane von Lucas Horenbout

Vor dem 9. März 1535 hatte Seymour sich von Catherine Filliol scheiden lassen und stattdessen Anne Stanhope geheiratet. Im Oktober desselben Jahres beherbergten er und seine neue Frau Heinrich VIII. in ihrem Herrensitz in Hampshire, als sich der König auf seiner jährlichen Sommerreise durch sein Reich befand. Auch blieb Heinrich für fünf Tage in Wolf Hall, dem Familiensitz der Seymours. Es wurde später vermutet, dass er hier zum ersten Mal auf Seymours Schwester Jane traf, was allerdings historisch nicht korrekt ist. Zu diesem Zeitpunkt war Jane bereits mehrere Jahre bei Hofe und hatte sowohl Heinrichs erster Gemahlin Katharina von Aragón als auch seiner aktuellen Königin Anne Boleyn als Hofdame gedient.
Dennoch profitierte Seymour bald vom wachsenden Interesse des Königs an Jane. Am 3. März 1536 erhielt er das prestigeträchtige Amt eines Gentleman of the Privy Chamber, was ihm uneingeschränkten Zugang zum König verschaffte. Nur ein paar Tage später wurden er und seine Frau in Räumen des Palastes in Greenwich untergebracht, wo sie Jane Gesellschaft leisteten, wenn der König sie besuchte. Am 30. Mai, wenige Wochen nach der Hinrichtung Anne Boleyns, heiratete Heinrich Jane, womit Seymour zum Schwager des Königs wurde. Als neues Mitglied der königlichen Familie erhielt Seymour eine Woche später den Titel des Viscount Beauchamp, of Hache. Im Abstand von nur wenigen Monaten folgten die Ämter des Kanzlers von Nordwales und des Gouverneurs und Hauptmanns von Jersey.
Im Mai 1537 wurde er offiziell in den Kronrat aufgenommen und war Mitglied der Jury, die über die Barone Hussey und Darcy wegen deren Beteiligung an der Pilgrimage of Grace zu Gericht saß. Am 12. Oktober brachte seine Schwester Jane schließlich den langersehnten Thronfolger Eduard zur Welt, womit Seymour zum Onkel des zukünftigen Königs wurde. Bei der Taufe seines Neffen drei Tage später trug Seymour dessen Halbschwester Prinzessin Elisabeth und wurde drei Tage später zum Earl of Hertford ernannt. Nur wenig später, am 24. Oktober, starb Jane Seymour an Kindbettfieber.
Obwohl nicht länger der Bruder der Königin, blieb Seymour ein Vertrauter des Königs. Er gehörte zu den Ausschüssen, die die sogenannte Exeter-Verschwörung untersuchten und wurde im März 1539 mit der Befestigung von Calais und Guînes betraut. Im selben Jahr geleitete er Heinrichs neue Gemahlin Anna von Kleve von Calais nach England. Obwohl er dem Vermittler dieser Ehe, Thomas Cromwell, versicherte, nichts seit der Geburt des Prinzen hätte ihn so erfreut wie diese Eheschließung, fiel Cromwell für diese arrangierte Ehe in Ungnade und wurde letztendlich 1540 hingerichtet. Seymour überlebte Cromwells Sturz und gewann in Heinrichs letzten Regierungsjahren zunehmend an Einfluss. So wurde er am 9. Januar 1541 in den prestigeträchtigen Hosenbandorden aufgenommen und übernahm gemeinsam mit dem Erzbischof Thomas Cranmer und Baron Audley die Staatsgeschäfte, während sich der König auf Sommerreise befand. Ein weiteres Mal arbeitete er im November mit Cranmer zusammen, als die junge Königin Catherine Howard des Ehebruchs bezichtigt wurde. Am 28. Dezember 1542 erhielt er das Amt des Lord High Admiral und zwei Monate später, am 16. Februar 1543, wurde er zum Lord Great Chamberlain ernannt.

### Militärische Kampagnen

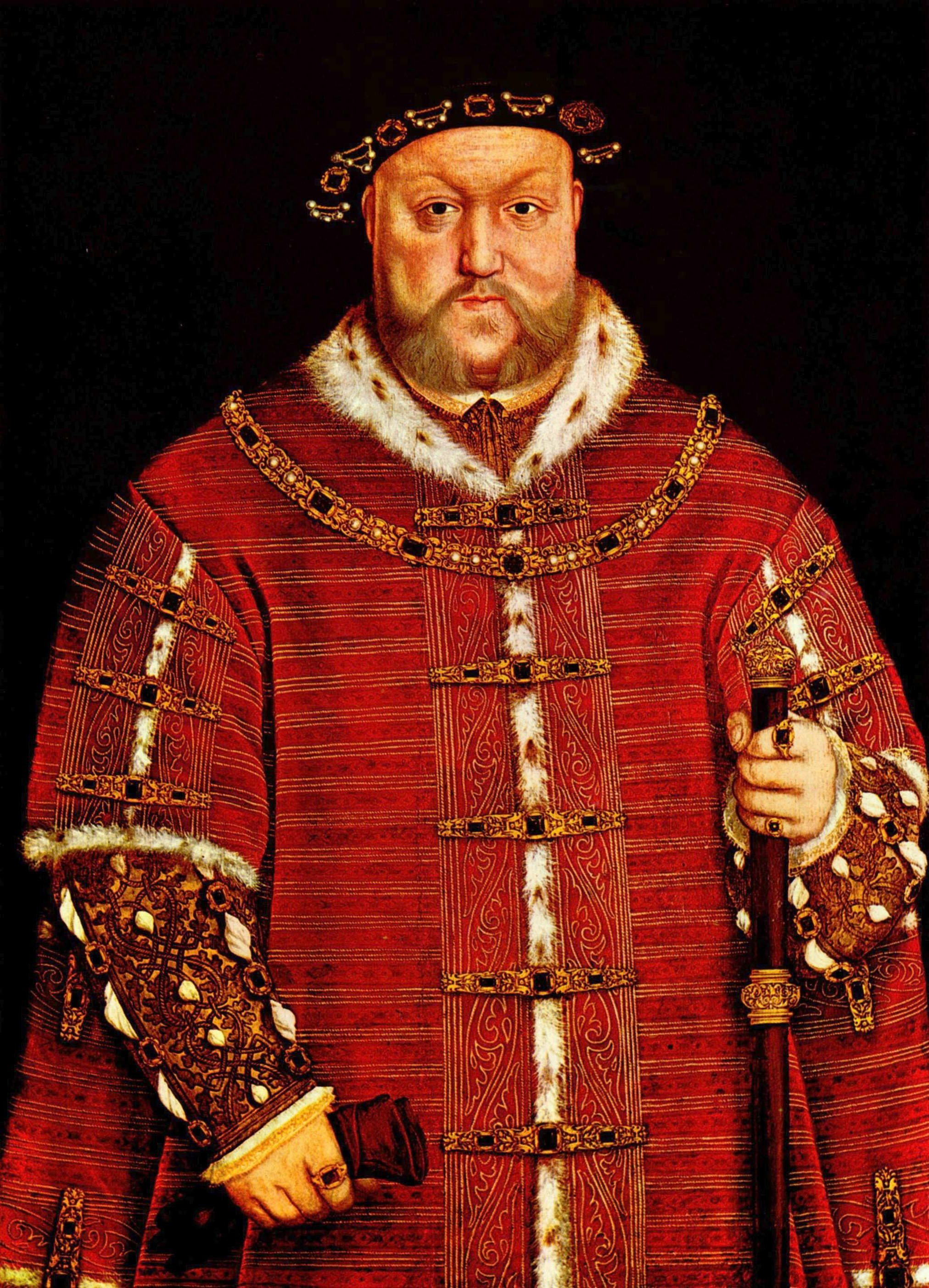
Heinrich VIII. nach Hans Holbein dem Jüngeren um 1542

Bereits im September 1542 hatte Seymour das Amt des Warden of the Scottish Marches erhalten, was ihn zum Wächter der Grenze zwischen England und Schottland machte. Gegen Jahresende kam es zum Krieg mit Schottland, in dessen Verlauf der schottische König Jakob V., über seine Mutter Margaret Tudor Heinrichs Neffe, starb. Seine Krone ging auf seine sechs Tage alte Tochter Maria Stuart über. Daraufhin schlug Heinrich Marias Mutter Marie de Guise eine Eheschließung zwischen ihrer Tochter und seinem Sohn Eduard vor, um auf diese Weise Schottland und England unter einer Krone zu vereinen. Marie ging zum Schein auf das Angebot ein, trat aber insgeheim in Verhandlungen mit Frankreich. Im Dezember 1543 brach Schottland offen mit England und verbündete sich stattdessen mit Frankreich. Heinrich entsandte daraufhin im März 1544 Seymour in den Norden, um an Schottland ein Exempel zu statuieren:
„Bringt Schwert und Feuer über sie, brennt Edinburgh nieder, schleift und verunstaltet es, damit es, wenn Ihr es geplündert und gebrandschatzt habt, auf ewig eine unaufhörliche Erinnerung an die Rache Gottes sein mag, die für ihre Falschheit und ihren Ungehorsam über sie kam.“
Mit diesem Befehl ausgestattet ignorierte Seymour eine ihm angebotene bedingte Kapitulation Edinburghs und als die Schotten sich weigerten, sich bedingungslos zu ergeben, plünderten Seymours Truppen die Stadt zwei Tage lang. Anschließend beschlagnahmte er Schiffe in Leith, um seinen Raub nach England transportieren zu können. Dennoch gelang es ihm nicht, den Widerstand der Schotten gegen die Engländer zu brechen, da sein Feldzug sie lediglich enger mit Frankreich zusammenarbeiten ließ. Im August schloss er sich Heinrichs Feldzug in Frankreich an und war bei der Eroberung Boulogne-sur-Mers anwesend. Einigen Quellen zufolge spielte Seymour eine tragende Rolle im Fall der Stadt, indem er den französischen Hauptmann bestach.
Im Mai 1545 wurde er ein weiteres Mal nach Schottland entsandt, um die Schotten zu zwingen, Maria Stuarts Eheschließung mit Eduard zuzustimmen. Im September fielen er und seine Truppen in Schottland ein und stießen nach Kelso und Jedburgh vor. Auf dem Weg dorthin brannten sie Dörfer, Felder und Klöster nieder und betrieben systematische Zerstörung und Verwüstung. Diese Kampagne gegen Schottland ging als Rough Wooing (zu deutsch: raue Brautwerbung) in die Geschichte ein. Im Oktober kehrte er nach London zurück, um sich Parlamentssitzungen und Regierungsgeschäften zu widmen. Der Frühling 1546 führte ihn zurück nach Frankreich, wo er den Oberbefehl über die Verteidigungskräfte Boulognes übernahm und mit Friedensverhandlungen begann. Am 7. Juni gipfelten seine Bemühungen im Vertrag von Camp, der festhielt, dass Boulogne bis zum Jahr 1554 in englischer Hand bleiben sollte und die Franzosen es anschließend zurückkaufen würden.

### Lordprotektor von England

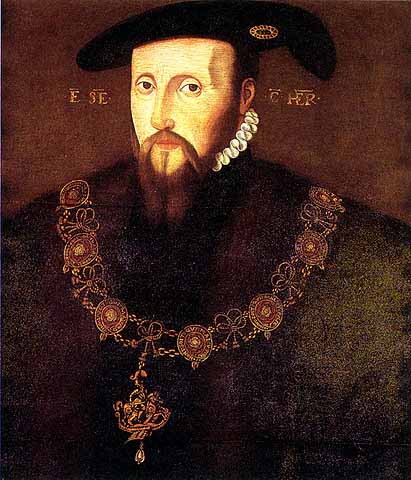
Edward Seymour von einem unbekannten Künstler

Durch den Fall seines alten Rivalen Thomas Howard, 3. Duke of Norfolk und die Hinrichtung dessen Sohnes Henry Howard, Earl of Surrey im Jahr 1547 wurde Seymours politische Position gestärkt. In seinem Testament ernannte ihn Heinrich VIII. zu einem der Geheimräte, die während der Minderjährigkeit des jungen Thronfolgers Eduard die Regierung führen sollten. Gleich in den ersten Sitzungen des Geheimen Rats nach Heinrichs Tod am 28. Januar 1547 wurde Seymour allerdings zum Lordprotektor des Königreichs und zum Duke of Somerset und Baron Seymour erhoben. Barret L. Beer argumentiert, dass der Rat möglicherweise Heinrichs Vorgaben nicht praktikabel fand und stattdessen eine Regierungsform bevorzugte, die sich einfacher in die Tat umsetzen ließ. Mit seiner Ernennung zum Lordprotektor erhielt Seymour auch die Ämter des Earl Marshal und Lord High Treasurer und übte damit mehr Macht aus als jeder andere englische Untertan seit Beginn der Tudorzeit.
Durch ein Patent des jungen Königs wurde Seymour die volle Regierungsgewalt übertragen. Damit wurde es ihm möglich, den Rat zu umgehen und stattdessen mit einer kleinen Gruppe Berater zu regieren, zu denen u. a. William Cecil gehörte, der spätere Berater der zukünftigen Königin Elisabeth I. Schon in den ersten Monaten erhoben sich erste Stimmen gegen Seymours autoritäre Regierung und seine Benutzung des königlichen „Wir“. Seymour griff sofort hart durch und entließ am 6. März 1547 Thomas Wriothesley, 1. Earl of Southampton als Lordkanzler. William Paget, 1. Baron Paget, der gleichfalls zum Rat gehörte, schrieb Seymour mehrere Briefe, in denen er ihn ermahnte und ihn an sein Versprechen erinnerte, in Regierungsangelegenheiten auf seinen Rat zu hören.

#### Außenpolitik
Der Krieg gegen Schottland nahm Seymours Aufmerksamkeit weiterhin in Anspruch. Nach wie vor plante er Maria Stuart mit Eduard zu verheiraten und auf diese Weise Schottland unter englische Kontrolle zu bringen. Anders als bei anderen Feldzügen hatte er diesmal vor, in Schottland eine englische Basis zu errichten und von dort aus die Loyalität der Schotten zu gewinnen. Im Jahr 1547 führte er eine 19.000 Mann starke Armee in die Schlacht bei Pinkie Cleugh und brachte den Schotten am 10. September eine empfindliche Niederlage bei. Doch die von den Engländern errichteten Garnisonen wurden im Juni 1548 von französischen Truppen angegriffen, die in Leith landeten und der Königinmutter Marie de Guise zu Hilfe kamen. Gleichzeitig flammten in Frankreich wieder Kämpfe um Calais und Boulogne auf, was die englischen Truppen in Atem hielt.

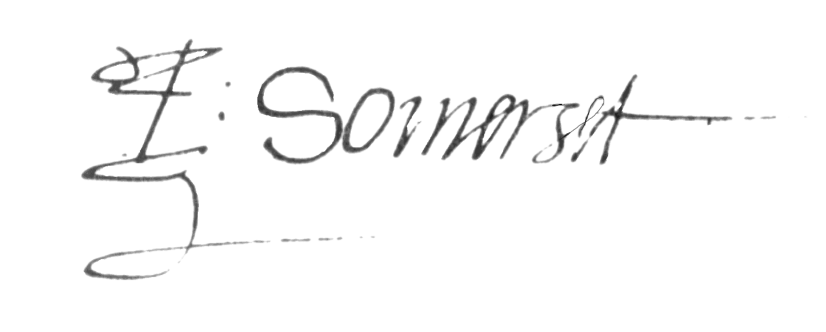
Unterschrift Edward Seymours als „E. Somerset“

Obwohl Seymour für seinen Sieg bei Pinkie Cleugh Lob erntete, wurde er auch kritisiert, keine Seeblockade veranlasst zu haben, um die Franzosen an einer Landung zu hindern. Auch hatten die Engländer bei weitem nicht genug Truppen, so dass Seymour gezwungen war, Söldner vom Kontinent anzuheuern. Der Krieg begann hohe Summen zu verschlingen und das Parlament versuchte vergeblich, die Verschuldung einzudämmen. Es kam zur Inflation, Ländereien der Krone, unter anderem Besitztümer von Universitäten, mussten verkauft und hohe Kredite aufgenommen werden. Letztendlich musste Seymour seine Truppen abziehen und die englischen Garnisonen in Schottland aufgeben. Abgesehen von hohen Schulden konnte sein Feldzug keine Ergebnisse vorweisen, zumal Marie de Guise im August 1548 ihre kleine Tochter Maria nach Frankreich schmuggelte.
Auch auf dem Kontinent selbst gelang es den Engländern nicht, die Oberhand zu gewinnen. Die französische Artillerie bombardierte Boulogne, was die Verteidigungskräfte der Stadt empfindlich schwächte. Seymour drohte den Franzosen daraufhin, die Stadt an Frankreichs Erzfeind Karl V. auszuliefern. Allerdings scheiterten seine Bemühungen, Karl als Beschützer für Boulogne zu gewinnen, da das Schutzversprechen des Kaisers lediglich Calais einschloss. Den Frühling und Sommer 1549 hindurch griffen die Franzosen immer wieder Boulogne an, eroberten mehrere Stützpunkte außerhalb der Stadtmauern und belagerten die Stadt. Während die englischen Verteidigungskräfte heftigen Widerstand leisteten, traf wegen der Aufstände in England keine Verstärkung ein. Erst 1550, nach Seymours Fall, sah die englische Regierung ein, dass die Stadt nicht gehalten werden konnte.

#### Innenpolitik
Kurz nach seiner Machtübernahme leitete Seymour erste Reformen in die Wege. So wurden die Verrätergesetze überarbeitet und Heinrichs Definitionen von Verrat und Felonie rückgängig gemacht. So bedurfte es nun zweier Zeugen anstelle eines einzigen, um einen Verrat zu beweisen. Auch die Ketzergesetze verloren ihre Gültigkeit. Um die ländliche Armut einzudämmen und den Anbau von Getreide zu fördern, ging Seymour mit neuen Gesetzen gegen illegale Einzäunungen von Weideland für Schafe vor. Diese Gesetze waren bei den reichen Landbesitzern jedoch so unbeliebt, dass Seymours Kommissionen, die die Einzäunungen kontrollieren sollten, bei der Ausübung ihres Amtes überall auf Widerstand und Behinderung stießen. Zumindest gelang es dem Parlament, eine Besteuerung auf Schafe und Wollstoffe durchzusetzen. Ebenfalls erfolglos waren Seymours Bestrebungen, die Lehrpläne von Universitäten zu reformieren.
Von einigen Reformen profitierte Seymour entscheidend. Unter seiner Herrschaft gerieten durch Verkauf von Ländereien innerhalb von zwei Jahren 20.000 Pfund, die ursprünglich zum Einkommen der Krone gehört hatte, in private Hände. Auch das Kircheneinkommen wurde stark gekürzt. Auf diese Weise war es Seymour möglich, elf große Herrenhäuser und mehrere kleine Güter von ehemaligen Kirchenländereien zu erwerben und den Bau von Somerset House zu finanzieren. Während seiner Herrschaft stieg sein Jahreseinkommen stetig und erreichte schließlich den für die damalige Zeit astronomischen Wert von 12.800 Pfund.

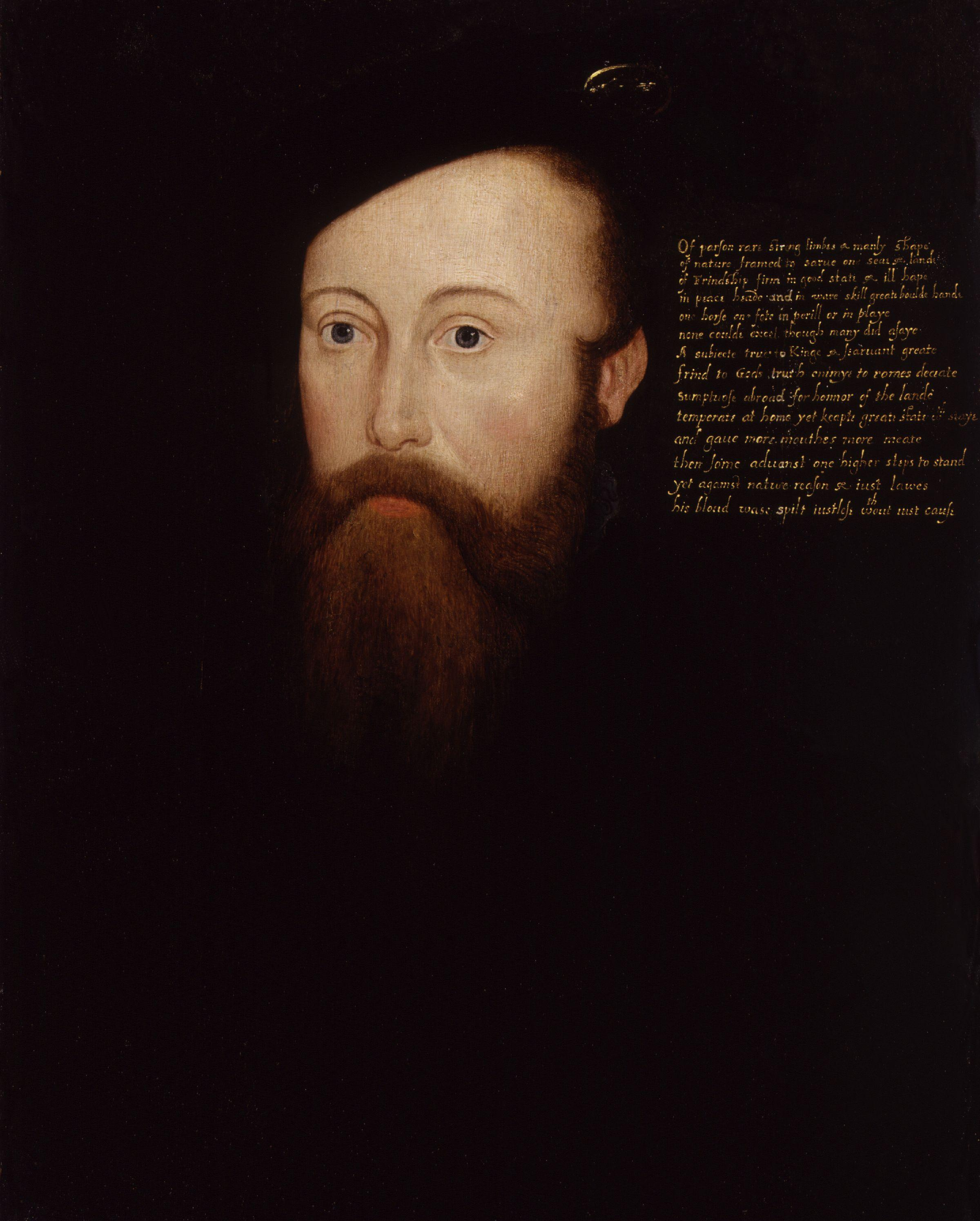
Thomas Seymour, Edward Seymours ehrgeiziger jüngerer Bruder

Sein Reichtum, seine Macht und sein autoritärer Herrschaftsstil machten ihm jedoch Feinde. Besonders unzufrieden war Seymours jüngerer Bruder Thomas Seymour, 1. Baron Seymour of Sudeley, der als zweiter Onkel des Königs mehr Macht beanspruchte. Er versuchte Eduard durch kleine Geldgeschenke zu beeinflussen und gegen Seymour einzunehmen. Gleichzeitig scharte er unzufriedene Adlige um sich und unternahm Schritte, um Prinzessin Elisabeth zu heiraten. Als Gerüchte aufkamen, dass er vorhatte, den jungen König zu entführen, wurde Thomas Seymour im Januar 1549 unter Arrest gestellt und am 20. März wegen Hochverrats hingerichtet. Obwohl Seymour seinen Bruder nur widerwillig verurteilt hatte, nahm sein Ruf durch diese Hinrichtung irreparablen Schaden.
Gemeinsam mit Thomas Cranmer als spirituellem Führer führte Seymour die Kirchenreformation durch. Unter ihm wurde Englisch allmählich die Sprache der Gottesdienste, die deutlich abgeändert wurden und sich den protestantischen Gottesdiensten des Kontinents anzunähern begannen. 1549 wurde das Book of Common Prayer veröffentlicht und der Act of Uniformity verabschiedet, ein Parlamentsakt, der religiöse Einheitlichkeit anstrebte. Ein weiterer Parlamentsakt erlaubte die Priesterehe, wenngleich das Zölibat nach wie vor als erstrebenswert betrachtet wurde. Auch kam es unter seiner Herrschaft zu einem ausgeprägten Bildersturm. Seymour strebte zudem danach, die Macht der Bischöfe einzuschränken und betätigte sich gemeinsam mit seiner Frau Anne als Mäzen für protestantische Schriftsteller. Insgesamt wurden ihm 25 Werke gewidmet und er pflegte Kontakt zu führenden Protestanten des Kontinents wie Johannes Calvin.
Durch seine Religionspolitik brachte er jedoch die konservativen Katholiken gegen sich auf, unter anderem Prinzessin Maria, die älteste Halbschwester und Nachfolgerin des jungen Königs. 1548 kam es zu ersten Aufständen in Cornwall, die sich im Laufe des nächsten Jahres über England ausbreiteten. Sowohl der Klerus als auch die Bürger widersetzten sich im Westen Englands dem Bildersturm in ihren Gemeinden und töteten einen Regierungsbeamten, Weber rissen Zäune und Hecken ein, die Weideland abgrenzten. Im Juni 1549 wurde Exeter belagert, als sich der Bürgermeister weigerte, mit den Rebellen zu kooperieren. Der Rat drängte Seymour, militärisch einzugreifen, was er jedoch erst nach einigem Zögern tat. Somit wurde der Aufstand im Westen erst im August niedergeschlagen, als es in East Anglia bereits zu neuen Revolten kam und Norwich eingenommen wurde.
Seymour versuchte mit den Rebellen zu verhandeln. Er bot ihnen Begnadigungen an, berief vor der Zeit das Parlament ein, um ihre Beschwerden zu diskutieren und setzte eine neue Kommission ein, die die Einzäunungen untersuchen sollten. Seine vergleichsweise kleine Truppe unter William Parr, 1. Marquess of Northampton, war unfähig die Rebellen zu befrieden. Letztendlich wurde der Aufstand von einer größeren Armee unter der Führung von John Dudley am 27. August blutig niedergeschlagen. Durch seine Weigerung, militärisch aktiv zu werden, verlor Seymour das Vertrauen des Adels und der Gentry und seine Reformen wurden scharf hinterfragt.

### Sturz und Tod

#### Absetzung als Lordprotektor
Seymours populistische Reaktion auf die Aufstände hatte das Misstrauen des Adels gegen ihn geschürt. Hinzu kamen seine außenpolitischen Misserfolge. Allmählich bildete sich eine Partei gegen Seymour, an deren Spitze Thomas Wriothesley und John Dudley standen. Seymour war sich ihrer Aktivitäten zunächst nicht bewusst und befahl sämtliche Soldaten am 30. September 1549 zurück auf ihre Posten. Wenige Tage später schien er jedoch mehr zu wissen, denn am 5. Oktober veröffentlichte er einen vom König unterzeichneten Brief, dass alle Bürger sich sofort bewaffnen und nach Hampton Court Palace kommen sollten, um den König zu beschützen. Gleichzeitig bat er William Herbert, 1. Earl of Pembroke und John Russell, 1. Earl of Bedford in Briefen um Unterstützung und brachte König Eduard am 6. Oktober ins gut befestigte Windsor Castle. Seine Feinde trafen sich jedoch in London und verlangten die Absetzung Seymours als Lordprotektor. Da sie auf breite Zustimmung trafen und Seymour keinen Bürgerkrieg riskieren wollte, ergab er sich am 11. Oktober und wurde drei Tage später im Tower of London gefangen gesetzt.

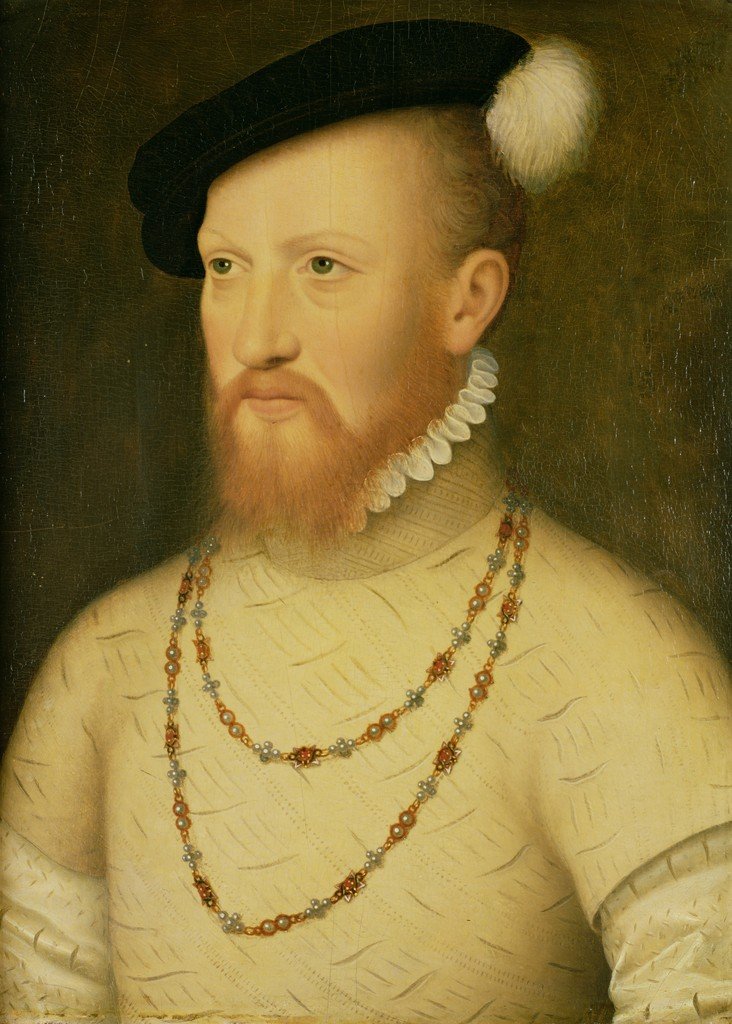
Möglicherweise Edward Seymour nach Hans Holbein

Im November 1549 wurde seine Sache vor das Parlament gebracht, doch verurteilte ihn dieses lediglich zu einer Geldstrafe. Im Dezember versuchte Thomas Wriothesley Seymours Hinrichtung zu erreichen und John Dudley in Verruf zu bringen, jedoch erfolglos. Am 14. Januar 1550 wurde Seymours Absetzung als Lordprotektor per Parlamentsakt bestätigt und er verlor sämtliche Ämter sowie Ländereien, die ihm mehr als 2000 Pfund pro Jahr einbrachten. Seine Nachfolge trat John Dudley an, obwohl dieser sich niemals den Titel eines Lordprotektors gab. Auch bemühte sich Dudley um eine Versöhnung mit Seymour. Er erwirkte am 6. Februar die Entlassung Seymours aus dem Tower und begnadigte ihn offiziell zwei Tage später.
Sechs Wochen lang standen Seymour und seine Frau Anne unter Hausarrest, dann, am 10. April, wurde er schließlich wieder in den Rat aufgenommen. Im Mai wurde er erneut ein Gentleman der Privy Chamber, erhielt bei Hofe den Vortritt vor allen anderen und bekam seine Güter zurück. Erneut wurden Seymour diverse Missionen anvertraut. So versuchte er den verhafteten Stephan Gardiner zum Protestantismus zu bekehren und wurde im August 1551 nach Wokingham entsandt, um einen Aufstand des Volkes gegen den Landadel zu befrieden. Auch erhielt er das Amt des Lord Lieutenant von Berkshire und Hampshire. Mit Hilfe ehemaliger Kirchenländereien baute er in Glastonbury eine kleine protestantische Gemeinde für flämische Flüchtlinge auf und half ihnen mit Investitionen, in die Stoffproduktion zu gehen.
Dennoch war es bei weitem nicht so viel Macht und Einfluss, wie er einst innegehabt hatte. Der Rat führte ihm dieses vor Augen, als sich seine Mitglieder 1550 weigerten, anlässlich des Todes von Seymours Mutter Trauerkleidung zu tragen. Auch innerhalb des Adels erlebte Seymour Brüskierungen. So trat er in Verhandlungen, seinen Sohn Edward mit Lady Jane Grey und seine Tochter Anne mit Henry Brandon zu verheiraten. Doch Janes Vater Henry Grey verhielt sich abwartend und Henry Brandons Mutter Katherine Willoughby schlug das Angebot rundheraus aus. Am 3. Juni 1550 verheiratete Seymour seine Tochter Anne stattdessen mit Dudleys Sohn John. Anstelle von Lady Jane Grey sollte sein Sohn später deren jüngere Schwester Catherine heiraten.

#### Anklage und Hinrichtung
Bereits zu Beginn des Jahres 1551 hatte es Gerüchte gegeben, dass Seymour seinen alten Posten als Lordprotektor zurückhaben wollte. Genährt wurden sie von einem Streit zwischen Seymour und Dudley sowie den Aktivitäten seiner Diener, die versuchten, für ihren Herren Unterstützung zu bekommen. Den endgültigen Ausschlag gab der Bericht Sir Thomas Palmers, der besagte, Seymour hätte vor, Dudley und William Parr zu einem Bankett einzuladen, ihnen die Köpfe abzuschlagen, den Tower in Besitz zu nehmen und das Volk zu den Waffen zu rufen. Es ist unklar, ob Seymour tatsächlich derartige Ambitionen hegte, doch der Rat konnte derartige Aussagen nicht ignorieren. Am 16. Oktober 1551, kurz nach einem gemeinsamen Essen mit dem König, ließ Dudley Seymour wegen Hochverrats verhaften und in den Tower bringen. Zwei Tage später wurde auch Anne Seymour unter Arrest gestellt.

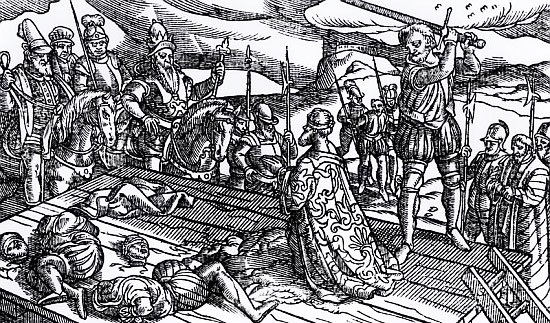
Hinrichtung Edward Seymours

Am 1. Dezember 1551 wurde Seymour vor Gericht gestellt. Da er beim gemeinen Volk als der „gute Herzog“ nach wie vor hohe Beliebtheit genoss, traf der Rat Vorsichtsmaßnahmen, damit die Verhandlung nicht gestört wurde. Seymour erklärte seine Unschuld und verteidigte sich geschickt. Die Anklage des Verrats wurde schließlich fallen gelassen. Stattdessen wurde Seymour wegen Felonie verurteilt, da er angeblich Männer versammelt hätte, um einen Diener des Königs zu ermorden. Historiker sind sich uneinig, inwieweit die Anklage gerechtfertigt war. Einerseits stand Seymour einer ihm größtenteils feindselig gesinnten Jury gegenüber, andererseits stimmte Dudley zu, dass er keinen Verrat begangen hatte, d. h. keine Schritte gegen den König unternommen hatte. Möglicherweise war Seymour demzufolge dennoch in ein Komplott gegen den Adel verwickelt. Trotz der Hoffnung der Bevölkerung, dass Seymours Leben verschont bleiben würde, unterzeichneten der König und der Rat am 19. Januar 1552 den Hinrichtungsbefehl.
Wie es in der damaligen Zeit üblich war, bereitete Seymour sich durch Gebete und die Lektüre der Bibel auf den Tod vor und schrieb in der Nacht vor seiner Hinrichtung ein Gebet in seinen Taschenkalender. Am 22. Januar 1552 um 8 Uhr morgens wurde er auf Tower Hill enthauptet. Auf dem Schafott erklärte Seymour, dass er niemals gegen den König oder sein Land gehandelt hätte, dass er aber rechtmäßig und nach dem Gesetz zum Tode verurteilt worden war. Er ermutigte die Menge, der protestantischen Religion treu zu bleiben. Die Ankunft zweier Reiter sorgte für Aufregung in der Menge, da sie eine Begnadigung vermuteten. Seymour bat sie jedoch, ruhig zu bleiben, damit er sich auf seinen Tod vorbereiten konnte, band sein Taschentuch vor seine Augen und als er seinen Kopf auf den Block legte, gab er zu, dass er Angst hatte. Dennoch musste er noch einmal aufstehen, da sein Hemdkragen einen Teil seines Halses bedeckte und der Henker ihn bat, seinen Kragen zu richten. Anschließend wurde er mit einem einzigen Streich enthauptet.
Der Titel Duke of Somerset erlosch mit seinem Tod, wurde aber seinem Urenkel William Seymour kurz vor dessen Tod im Jahr 1660 wieder zuerkannt.

## Ehen und Nachkommen

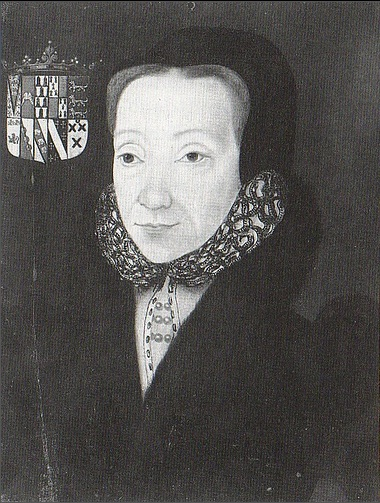
Edward Seymours zweite Ehefrau Anne Seymour, Duchess of Somerset, geborene Stanhope

Aus der Ehe mit Catherine Filliol hatte Seymour zwei Söhne, von deren Nachkommen die heutigen Herzöge von Somerset abstammen:
- Edward Seymour († 1593), Sheriff of Devon
- John Seymour († 1553)

Aus der Ehe mit Anne Stanhope hatte Seymour vier Söhne und sechs Töchter:
- Edward Seymour (* 1537), als Kleinkind verstorben
- Anne Seymour (1538–1588), ⚭ (1) John Dudley, 2. Earl of Warwick, ⚭ (2) Sir Edward Unton
- Edward Seymour, 1. Earl of Hertford (* 22. Mai 1539; † 6. April 1621), ⚭ (1) Catherine Grey, ⚭ (2) Frances Howard, ⚭ (3) Frances Prannell
- Henry Seymour (* 1540), ⚭ Lady Joan Percy, Tochter des Thomas Percy, 7. Earl of Northumberland
- Margaret Seymour (* 1540)
- Jane Seymour (1541–1561); Hofdame der Königin Elisabeth I.
- Catherine Seymour
- Thomas Seymour (1548–1574)
- Elizabeth Seymour (1550–1602), ⚭ Sir Richard Knightley
- Mary Seymour (* 1552), ⚭ (1) Andrew Rogers, ⚭ (2) Sir Henry Payton